# Lee Feigon
Lee Feigon, né le 13 septembre 1945 à Tampa en Floride, est un historien et un universitaire américain spécialiste  de la Chine et du Tibet.

## Biographie
Lee Feigon possède une licence de l'université de Californie à Berkeley, une maîtrise de l'université de Chicago et un doctorat d'histoire chinoise de l'université du Wisconsin à Madison. Il a été longtemps professeur d'histoire de la Chine et président de la section des études de l'Asie de l'Est à la faculté Colby, puis professeur adjoint à la Kellogg School of Management à l’université Northwestern.
Il est actuellement chercheur associé au centre des études de l'Asie de l'Est à l'Université de Chicago,.
En 1996, il publia Demystifying Tibet: Unlocking the Secrets of the Land of the Snows.
En 2002, il publia Mao: a reinterpretation, ouvrage dans lequel il s'efforce de souligner les aspects positifs des politiques menées par Mao Zedong. Ce livre servit de base à un documentaire, The Passion of the Mao, qu'il écrivit, réalisa et finança lui-même.
Lee Feigon a publié des articles pour The Wall Street Journal, Barron's, The Nation, The Chicago Tribune, The Atlantic, et The Boston Globe.
Il est membre du comité de rédaction de The Journal of Contemporary China.

## Publications
- (en) Ch'en Tu-hsiu and the Foundations of the Chinese Revolution, volume 1, 1977 (OCLC 9383391)
- (en) Chen Duxiu: Founder of the Chinese Communist Party, Princeton University Press, Princeton, N.J., 1983,  (ISBN 0691053936 et 9780691053936)
- (en) China Rising: the Meaning of Tiananmen, Ivan R. Dee, Chicago, 1990  (ISBN 0929587308 et 9780929587301)
- (en) Demystifying Tibet: Unlocking the Secrets of the Land of the Snows, Ivan R. Dee, 1996  (ISBN 1566630894)[5].
- (en) Hong Kong and Tibet, ORIGINS. Current Events in Historical Perspective, juillet 1997
- (en) Mao: a Reinterpretation, Ivan R. Dee, Chicago, 2002  (ISBN 1566635225 et 9781566635226)